# Krzysztof Gierat
Krzysztof Gierat, né en 1955 à Żary (Ouest de la Pologne), est un spécialiste polonais du cinéma, producteur, directeur du Festival du film de Cracovie (nommé naguère Festival international du court-métrage & du documentaire de Cracovie).

## Biographie
Krzysztof Gierat a fait des études à la faculté des lettres de l'université Jagellonne de Cracovie puis un doctorat dans le domaine de l'anthropologie du cinéma à l'Institut du cinéma de l'Académie polonaise des sciences à Varsovie.
Il a été directeur de salle de cinéma d'art et d'essais à Cracovie avant de fonder le centre cinématographique Graffiti.
Il est en 1988 un des cofondateurs du Festival de culture juive de Cracovie qui associe musique, cinéma, conférence, expositions et événements.
Militant culturel, il est en 1993-1994 adjoint au maire de Cracovie chargé des affaires culturelles. Il a créé en 1999 le Festival du film muet de Cracovie.
Il est un des fondateurs de la société Apollo-Film Sp. z o.o, privatisée en 2004 qui est spécialisée dans l'industrie du cinéma : réseaux de distribution, techniques numériques, organisations de festivals, circuits d'exploitation, etc.
De 2005 à 2006, il dirige l'agence du cinéma de la télévision publique polonaise TVP.
Depuis 2000, il est le directeur du Festival du film de Cracovie. De 2005 à 2008, il est membre du conseil de l'Institut polonais du cinéma. De 2007 à 2009, il est président de la fondation "Film Polski".
Il a participé à la production de films comme Glass Lips, Jasminum et Statyści.
Krzysztof Gierat est membre de l'Académie polonaise du cinéma (qui décerne les Aigles du cinéma polonais) et de l'Académie européenne du cinéma. Il est secrétaire général de l’association des cinéastes polonais.
Sa fille Marynia Gierat est également une personnalité du monde du cinéma polonais, directrice des salles de cinéma Pod Baranami de Cracovie.

## Récompenses
Krzysztof Gierat a reçu de nombreuses récompenses pour sa contribution au développement de la culture. Il a remporté le prix Wyspiański, les récompenses du magazine "Kino", le prix du président du Comité Laterna Magica.
Pour son rôle dans le Festival de culture juive en 2003, il a reçu le prix "Kowadła", et en 2004 la statuette Felka.

## Œuvres
- Kino i magia, Cracovie, Biblioteka "Powiększenia", 1987[8].
- 50. Krakowski Festiwal Filmowy : 1961 - 2010, Krakowska Fundacja Filmowa, 2010